# Anopheles seretsei
Anopheles seretsei este o specie de țânțari din genul Anopheles, descrisă de Abdulla-khan, Coetzee și Hunt în anul 1998. Conform Catalogue of Life specia Anopheles seretsei nu are subspecii cunoscute.